# Ficus inaequifolia
Ficus inaequifolia là một loài thực vật có hoa trong họ Moraceae. Loài này được Elmer mô tả khoa học đầu tiên năm 1907.